# Associazione Calcio Pro Sesto 2003-2004
Questa pagina raccoglie le informazioni riguardanti l'Associazione Calcio Pro Sesto nelle competizioni ufficiali della stagione 2003-2004.

## Stagione
Nella stagione 2003-2004 la Pro Sesto ha disputato il girone A del campionato di Serie C2, piazzandosi in nona posizione in classifica con 44 punti. Il torneo è stato vinto con 64 punti dal Mantova che è salito direttamente in Serie C1, la seconda promossa è stata la Cremonese che ha vinto i playoff. Un girone di andata superbo per la squadra del confermato Giovanni Trainini, per alcune settimane in testa alla classifica, 26 punti raccolti nelle prime 11 partite, in calo ma ancora quarta con 30 punti al termine del girone di andata, poi basta, la squadra sestese si ferma, il girone di ritorno, con due nuovi tecnici, prima Stefano Nava e poi Alessandro Scanziani, che non hanno saputo arginare il tracollo della Pro Sesto. Hanno pesato molto l'infortunio di Filippo Galli a fine novembre, che poi non è più sceso in campo, e la partenza in inverno di Ross Aloisi che ha lasciato un vuoto incolmabile a centrocampo. Miglior marcatore stagionale Vincenzo Maiolo con 12 reti. Nella Coppa Italia di Serie C i biancoazzurri hanno disputato il girone C di qualificazione vinto dal Pavia, senza raccogliere delle soddisfazioni.

## Rosa
| N. |                      | Ruolo | Calciatore               |
| -- | -------------------- | ----- | ------------------------ |
|    | Australia (bandiera) | C     | Ross Aloisi              |
|    | Italia (bandiera)    | A     | Alessandro Andreini      |
|    | Gambia (bandiera)    | D     | Simon Barjie             |
|    | Italia (bandiera)    | D     | Giuseppe Baronchelli     |
|    | Italia (bandiera)    | A     | Francesco Brunetti       |
|    | Italia (bandiera)    | A     | Francesco Caracciolese   |
|    | Italia (bandiera)    | C     | Rosario Chianello        |
|    | Italia (bandiera)    | C     | Marco D'Adda             |
|    | Argentina (bandiera) | P     | Juan Manuel De La Fuente |
|    | Italia (bandiera)    | A     | Gabriele Donghi          |
|    | Italia (bandiera)    | D     | Filippo Galli            |
|    | Italia (bandiera)    | D     | Paolo Gobba              |
|    | Italia (bandiera)    | A     | Vincenzo Maiolo          |

| N. |                   | Ruolo | Calciatore            |
| -- | ----------------- | ----- | --------------------- |
|    | Italia (bandiera) | D     | Stefano Melissano     |
|    | Italia (bandiera) | C     | Giuliano Melosi       |
|    | Italia (bandiera) | C     | Vincenzo Mirabile     |
|    | Italia (bandiera) | C     | Giuseppe Misso        |
|    | Italia (bandiera) | C     | Aureliano Modesti     |
|    | Italia (bandiera) | P     | Maurizio Monguzzi     |
|    | Italia (bandiera) | A     | Alessandro Pontarollo |
|    | Italia (bandiera) | A     | Filippo Riolo         |
|    | Italia (bandiera) | D     | Simone Rota           |
|    | Italia (bandiera) | C     | Claudio Salvi         |
|    | Italia (bandiera) | D     | Silvio Toniolo        |
|    | Italia (bandiera) | D     | Massimo Vismara       |
|    | Italia (bandiera) | C     | Alessandro Zinnari    |

## Risultati

### Campionato

#### Girone di andata
| Arbitro: | Orsato (Schio) |

|                                       |           |             |
| Zinnari 20’ Andreini 26’ Melosi 90+3’ | Marcatori | 60’ Le Noci |

| Sassuolo 7 settembre 2003 2ª giornata | Sassuolo         | 0 – 0 | Pro Sesto | Stadio Enzo Ricci\| Arbitro: \| Iannone (Napoli) \| |
| Arbitro:                              | Iannone (Napoli) |       |           |                                                     |

| Arbitro: | Ciancaleoni (Foligno) |

|              |           |           |
| Andreini 21’ | Marcatori | 4’ Torino |

| Arbitro: | Guerriero (Catanzaro) |

|           |           |                             |
| Zubin 66’ | Marcatori | 9’ Andreini 57’, 69’ Maiolo |

| Arbitro: | Landolfo (Frattamaggiore) |

|                              |           |  |
| Maiolo 28’, 80’ Andreini 36’ | Marcatori |  |

| Arbitro: | Bernardoni (Modena) |

|              |           |  |
| Andreini 86’ | Marcatori |  |

| Arbitro: | Didato (Agrigento) |

|  |           |                |
|  | Marcatori | 43’ Pontarollo |

| Arbitro: | Mannella (Avezzano) |

|                                              |           |                           |
| Pontarollo 23’ Maiolo 41’ (rig.), 68’ (rig.) | Marcatori | 50’ Giazzon 89’ Giuliatto |

| Arbitro: | Pantana (Macerata) |

|                   |           |            |
| Graziani 18’, 55’ | Marcatori | 70’ Maiolo |

| Arbitro: | Italiani (L'Aquila) |

|                            |           |  |
| Andreini 2’ Pontarollo 22’ | Marcatori |  |

| Arbitro: | Banti (Livorno) |

|           |           |                       |
| Bersi 60’ | Marcatori | 29’ Rota 88’ Andreini |

| Arbitro: | P.S. Mazzoleni (Bergamo) |

|  |           |                 |
|  | Marcatori | 2’ Prisciandaro |

| Pizzighettone 30 novembre 2003 13ª giornata | Pizzighettone      | 0 – 0 | Pro Sesto | Stadio Comunale\| Arbitro: \| Velotto (Grosseto) \| |
| Arbitro:                                    | Velotto (Grosseto) |       |           |                                                     |

| Arbitro: | Damato (Barletta) |

|           |           |           |
| Bello 82’ | Marcatori | 72’ Salvi |

| Arbitro: | Banti (Livorno) |

|                |           |                    |
| Pontarollo 60’ | Marcatori | 73’ CoralliCoralli |

| Biella 21 dicembre 2003 16ª giornata | Biellese         | 0 – 0 | Pro Sesto | Stadio Lamarmora\| Arbitro: \| Liberti (Genova) \| |
| Arbitro:                             | Liberti (Genova) |       |           |                                                    |

| Arbitro: | Vicinanza (Albenga) |

|  |           |                     |
|  | Marcatori | 23’, 25’ Margheriti |

#### Girone di ritorno
| Bolzano 11 gennaio 2004 18ª giornata | Südtirol            | 0 – 0 | Pro Sesto | Stadio Druso\| Arbitro: \| Caristia (Siracisa) \| |
| Arbitro:                             | Caristia (Siracisa) |       |           |                                                   |

| Arbitro: | Didato (Agrigento) |

|                          |           |  |
| Maiolo 36’ (rig.), 90+3’ | Marcatori |  |

| Arbitro: | Celi (Bari) |

|          |           |  |
| Toma 43’ | Marcatori |  |

| Arbitro: | Ciampi (Roma) |

|  |           |           |
|  | Marcatori | 12’ Zubin |

| Olbia 15 febbraio 2004 22ª giornata | Olbia               | 0 – 0 | Pro Sesto | Stadio Bruno Nespoli\| Arbitro: \| C. Rubino (Salerno) \| |
| Arbitro:                            | C. Rubino (Salerno) |       |           |                                                           |

| Arbitro: | Fiori (Perugia) |

|             |           |  |
| Luciani 29’ | Marcatori |  |

| Arbitro: | Mannella (Avezzano) |

|                |           |              |
| Pontarollo 62’ | Marcatori | 7’ D'Onofrio |

| Arbitro: | Giachero (Pinerolo) |

|            |           |                |
| Scapini 6’ | Marcatori | 19’ Pontarollo |

| Sesto San Giovanni 14 marzo 2004 26ª giornata | Pro Sesto      | 0 – 0 | Mantova | Stadio Breda\| Arbitro: \| Marelli (Como) \| |
| Arbitro:                                      | Marelli (Como) |       |         |                                              |

| Arbitro: | Bernardoni (Modena) |

|                       |           |            |
| Dosi 53’ Barbieri 87’ | Marcatori | 26’ Maiolo |

| Sesto San Giovanni 28 marzo 2004 28ª giornata | Pro Sesto            | 0 – 0 | Montichiari | Stadio Breda\| Arbitro: \| Zanardo (Conegliano) \| |
| Arbitro:                                      | Zanardo (Conegliano) |       |             |                                                    |

| Arbitro: | Squillace (Catanzaro) |

|                                      |           |  |
| Prisciandaro 2’ Marchesetti 82’, 88’ | Marcatori |  |

| Arbitro: | Velotto (Grosseto) |

|  |           |                                                          |
|  | Marcatori | 31’ (rig.), 53’ Sorrentino 44’ Gay 66’ Deinite 75’ Gessa |

| Arbitro: | Gava (Conegliano) |

|                        |           |          |
| Maiolo 30’, 68’ (rig.) | Marcatori | 4’ Pazzi |

| Arbitro: | C. Rodomonti (Teramo) |

|                    |           |  |
| Comi 24’ Amato 51’ | Marcatori |  |

| Arbitro: | Taverna (Taurianova) |

|              |           |           |
| Andreini 18’ | Marcatori | 15’ Biagi |

| Monza 9 maggio 2004 34ª giornata | Monza            | 0 – 0 | Pro Sesto | Stadio Brianteo\| Arbitro: \| Di Fiore (Aosta) \| |
| Arbitro:                         | Di Fiore (Aosta) |       |           |                                                   |

### Coppa Italia

#### Girone C
| Cremona 17 agosto 2003 1ª giornata | Cremonese           | 0 – 0 | Pro Sesto | Stadio Giovanni Zini\| Arbitro: \| Barbirati (Ferrara) \| |
| Arbitro:                           | Barbirati (Ferrara) |       |           |                                                           |

| Arbitro: | Dattrino (Torino) |

|  |           |                                             |
|  | Marcatori | 19’ (rig.) Barbieri 54’ Ambrosoni 71’ Nordi |

| Pizzighettone 24 agosto 2003 3ª giornata | Pizzighettone    | 0 – 0 | Pro Sesto | Stadio Comunale\| Arbitro: \| Zanchin (Biella) \| |
| Arbitro:                                 | Zanchin (Biella) |       |           |                                                   |

| Arbitro: | Di Cintio (Bergamo) |

|  |           |                                              |
|  | Marcatori | 40’, 88’ Amassoka 45+1’, 90’ (rig.) Petrascu |

| 10 settembre 5ª giornata |  | – Turno di riposo Pro Sesto |  |  |